# فرد زینمان
آلفرد (فرد) زینه‌مان (به انگلیسی: Alfred (Fred) Zinnemann) (زاده ۲۹ آوریل ۱۹۰۷ – درگذشته ۱۴ مارس ۱۹۹۷) کارگردان سرشناس اتریشی-آمریکایی و برندهٔ ۴ جایزهٔ اسکار بهترین کارگردانی برای فیلمهایی در ژانرهای گوناگون بود از جمله ژانرهای دلهره آور (تریلر)، وسترن، فیلم نوآر و درام.

## زندگی
فرد زینمان در ۲۹ آوریل ۱۹۰۷ در ژشوف که در آن زمان بخشی از اتریش بود، در خانواده‌ای یهودی‌تبار زاده شد. کودکی و نوجوانی را در وین گذراند و در ۱۹۲۷ در رشته حقوق از دانشگاه وین فارغ‌التحصیل شد. یک سالی را نیز در پاریس به آموختن عکاسی سپری کرد.
زینمان پس از همکاری در فیلم مستند مردمی در یکشنبه به کارگردانی رابرت زیودماک به عنوان فیلمبردار، اروپا را ترک و به آمریکا رفت. نخست، در فیلم در جبهه غرب خبری نیست سیاهی‌لشکر شد. پس از همکاری با مستندساز نامدار رابرت فلاهرتی و کسب تجربه، زینمان چند سال را به ساخت فیلم مستند پرداخت.

## جوایز
وی چهار بار جایزه اسکار گرفت. همچنین فیلم‌های او ۶۶ بار برای رشته‌های مختلف اسکار نامزد شده و ۲۴ بار موفق شده این جایزه را به خود اختصاص دهد.
- جایزه اسکار بهترین کارگردانی برای فیلم از اینجا تا ابدیت در ۱۹۵۴ و فیلم مردی برای تمام فصول در ۱۹۶۷
- جایزه اسکار بهترین فیلم برای فیلم مردی برای تمام فصول در ۱۹۶۷
- جایزه اسکار بهترین فیلم مستند کوتاه برای فیلم بنجی در ۱۹۵۲

همچنین جایزه گلدن گلوب بهترین کارگردانی برای فیلم‌های از اینجا تا ابدیت و مردی برای تمام فصول به او رسید.

## گزیدهٔ فیلم‌شناسی
| سال  | نام فیلم                     | نامزدی اسکار | دریافت اسکار | نامزدی بفتا | دریافت بفتا | نامزدی گلدن گلوب | دریافت گلدن گلوب |
| ---- | ---------------------------- | ------------ | ------------ | ----------- | ----------- | ---------------- | ---------------- |
| ۱۹۳۰ | مردم در روز یکشنبه           |              |              |             |             |                  |                  |
| ۱۹۴۲ | بانو یا ببر؟                 |              |              |             |             |                  |                  |
| ۱۹۴۲ | قاتلی بدون اثر انگشت         |              |              |             |             |                  |                  |
| 1۹۴۲ | چشم‌ها در شب                  |              |              |             |             |                  |                  |
| ۱۹۴۴ | هفتمین صلیب                  |              |              |             |             |                  |                  |
| ۱۹۴۴ | چهارراه هفتم                 | ۱            |              |             |             |                  |                  |
| ۱۹۴۵ | ساعت                         |              |              |             |             |                  |                  |
| ۱۹۴۸ | جستجو                        | ۴            | ۱            | ۱           | ۱           |                  |                  |
| ۱۹۴۹ | عمل خشونت                    |              |              |             |             |                  |                  |
| ۱۹۵۰ | مردان                        | ۱            |              | ۱           |             |                  |                  |
| ۱۹۵۱ | ترزا                         | ۱            |              |             |             | ۱                | ۱                |
| ۱۹۵۱ | بنجی                         |              |              |             |             |                  |                  |
| ۱۹۵۲ | اعضای مراسم عروسی            | ۱            |              |             |             |                  |                  |
| ۱۹۵۲ | نیمروز                       | ۷            | ۴            |             |             | ۷                | ۴                |
| ۱۹۵۳ | از اینجا تا ابدیت            | ۱۳           | ۸            | ۱           |             | ۲                | ۲                |
| ۱۹۵۵ | اکلاهما                      | ۴            | ۲            |             |             |                  |                  |
| ۱۹۵۷ | یک مشت باران                 | ۱            |              | ۱           |             | ۳                |                  |
| ۱۹۵۸ | پیرمرد و دریا (کردیت نشده)   | ۳            | ۱            |             |             | ۱                |                  |
| ۱۹۵۹ | داستان راهبه                 | ۸            |              | ۵           | ۱           | ۵                |                  |
| ۱۹۶۰ | کوچ‌نشین‌ها                    | ۵            |              | ۳           |             | ۱                |                  |
| ۱۹۶۳ | اسب کهر را بنگر              |              |              |             |             |                  |                  |
| ۱۹۶۶ | مردی برای تمام فصول          | ۸            | ۶            | ۷           | ۷           | ۵                | ۴                |
| ۱۹۷۳ | روز شغال                     | ۱            |              | ۷           | ۱           | ۳                |                  |
| ۱۹۷۷ | جولیا                        | ۱۱           | ۳            | ۱۰          | ۴           | ۷                | ۲                |
| ۱۹۸۲ | پنج روز یک تابستان           |              |              |             |             |                  |                  |
|      | جمع به استثنای پیرمرد و دریا | ۶۶           | ۲۴           | ۳۶          | ۱۴          | ۳۴               | ۱۳               |